# صفيحة وسطية

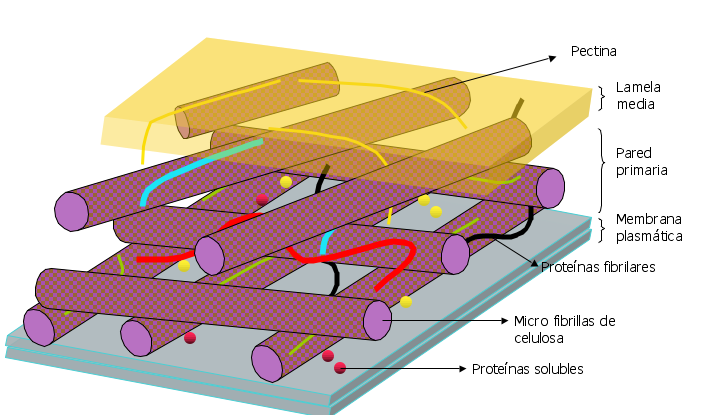

الصفيحة الوسطى (بالإنجليزية: middle lamella)‏ هي منطقة التلامس بين جدران الخلايا المتجاورة تعمل علي ربط الخلايا مع بعضها البعض وكذالك توجد بين جدران الخلايا الاولية. تتكون الصفيحة الوسطي من مادة البكتين وهي المادة التي تصنعها اجسام جولجي علي هيئة حويصلات غشائية عند مرحلة الانقسام الخلوي للخلية النباتية ومن ثم تتجمع لتكون الصفيحة الوسطي ولكنها ليست ألياف سيلولوزية.